# Roger Westling
Lars Roger Westling (* 17. Dezember 1961 in Falun) ist ein ehemaliger schwedischer Biathlet.
Westling nahm an den Olympischen Spielen 1984 in Sarajevo und 1988 in Calgary sowie bei diversen Weltcups und -meisterschaften teil. Nach dem Rücktritt aus dem Biathlonsport trainiert er den Nachwuchs seines Heimatclubs Lima SKG, so Jakob Börjesson, Caroline Westling und Åsa Lif.